# Aeneator elegans
Aeneator elegans är en snäckart som först beskrevs av Suter 1917.  Aeneator elegans ingår i släktet Aeneator och familjen valthornssnäckor. Inga underarter finns listade i Catalogue of Life.